# Anacamptomyia obscurella
Anacamptomyia obscurella là một loài ruồi trong họ Tachinidae.